# Gail Sheehy
Pour les articles homonymes, voir Sheehy.
Œuvres principales
Passages
The Silent Passage
Understanding Men’s Passages
Hillary’s Choice
New Passages
Passages in Caregiving
Gail Sheehy (née le 27 novembre 1936 à Port Chester dans l'État de New York et morte le 24 août 2020 à Southampton dans le même État américain) est une écrivaine, journaliste et conférencière américaine. 
Elle a écrit le livre Passages. Sheehy a écrit des biographies et des études de caractères des principaux dirigeants du XXe siècle, dont Hillary Clinton, les présidents américains George H. W. Bush (père) et George W. Bush (fils), la Première ministre britannique Margaret Thatcher, le président égyptien Anwar Sadat et le dernier dirigeant de l'URSS Mikhail Gorbachev.